# Nesoptiloides
Nesoptiloides is een geslacht van haften (Ephemeroptera) uit de familie Baetidae.

## Soorten
Het geslacht Nesoptiloides omvat de volgende soorten:
- Nesoptiloides electroptera